# San Giovanni Suergiu
San Giovanni Suergiu ist eine italienische Gemeinde (comune) mit 5621 Einwohnern (Stand 31. Dezember 2023) in der Provinz Sulcis Iglesiente auf Sardinien. Die Gemeinde liegt etwa 5 Kilometer südlich von Carbonia und etwa 22 Kilometer südlich von Iglesias am Parco Geominerario Storico ed Ambientale della Sardegna. San Giovanni Suergiu liegt als Gemeinde am Mittelmeer.
Die Nekropole von Is Loccis-Santus liegt nordwestlich von San Giovanni Suergiu.

## Verkehr
Durch die Gemeinde führen die Strada Statale 126 Sud Occidentale Sarda und die Strada Statale 195 Sulcitana. Der Bahnhof von San Giovanni Suergiu diente als Knoten für die Bahnstrecke Richtung Iglesias, die mittlerweile eingestellt wurde, und der Strecke von Siliqua nach Calasetta. Auch diese Strecke ist mittlerweile stillgelegt worden.

## Einzelnachweise

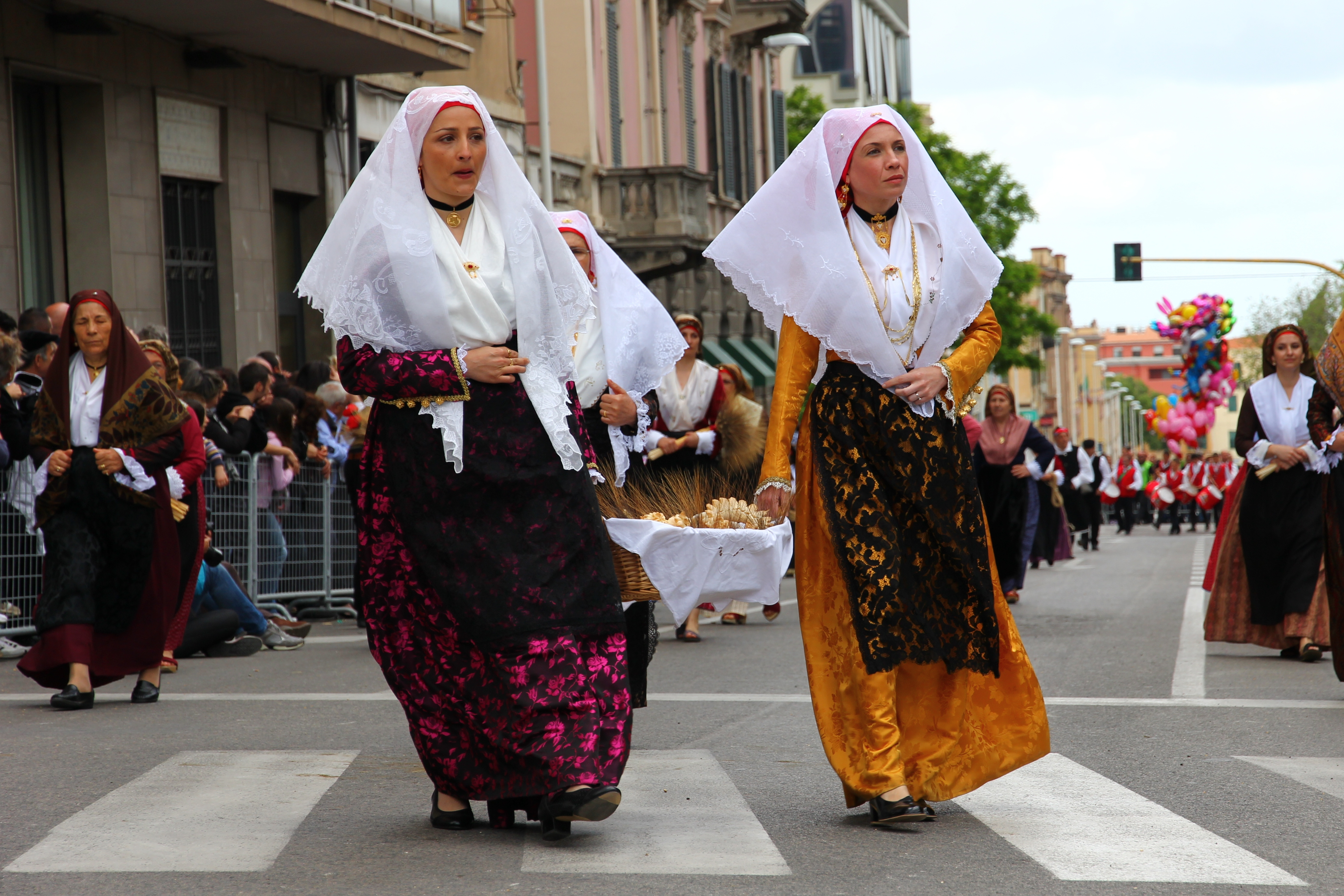
Traditionelle Tracht